# Habrobracon cushmani
Habrobracon cushmani är en stekelart som först beskrevs av Muesebeck 1925.  Habrobracon cushmani ingår i släktet Habrobracon och familjen bracksteklar. Inga underarter finns listade i Catalogue of Life.